# Len (España)
Len es una aldea española situada en la parroquia de Belesar, del municipio de Villalba, en la provincia de Lugo, Galicia.

## Demografía
| Gráfica de evolución demográfica de Len entre 2000 y 2021 |
|                                                           |
| Datos según el nomenclátor publicado por el INE.          |